# سنوات تعلم فلهلم مايستر
سنوات تعلم فلهلم مايستر (بالألمانية: Wilhelm Meisters Lehrjahre) هي الرواية الثانية للأديب الألماني يوهان فولفغانغ فون غوته، نشرت للمرة الأولى في 1795-1796. بدأ غوته العمل على الرواية في عقد 1770. نسخة مبكرة من هذا العمل، نشرت بعد وفاة غوته، تم اكتشافها في اوائل القرن العشرين ونشرت تحت عنوان «رسالة فلهلم مايستر المسرحية».

## وصلات خارجية
- سنوات تعلم فلهلم مايستر، على أرشيف الإنترنت.
- سنوات تعلم فلهلم مايستر، على مشروع جوتنبرج.
- سنوات تعلم فلهلم مايستر، على كتب جوجل.
- سنوات تعلم فلهلم مايستر، على مكتبة جامعة هارفارد.
- سنوات تعلم فلهلم مايستر، على مكتبة جامعة ميشيغان.
- سنوات تعلم فلهلم مايستر، على مكتبة جامعة ويسكونسن-ماديسون.